# سيرجي شاكوروف
سيرجي شاكوروف (الروسية: Сергей Каюмович Шакуров) هو مذيع وممثل روسي (وحمل سابقاً جنسية الاتحاد السوفيتي)، ولد في 1942 بموسكو في روسيا. بدأ مشواره المهني سنة 1964، ومن الجوائز التي نالها جائزة الدولة السوفيتية ونيشان الشرف وفنان الشعب لجمهورية روسيا السوفيتية الاتحادية الاشتراكية ‏.

## جوائز
- جائزة الدولة السوفيتية
- نيشان الشرف
- فنان الشعب لجمهورية روسيا السوفيتية الاتحادية الاشتراكية [الإنجليزية]‏

## وصلات خارجية
- سيرجي شاكوروف على موقع IMDb (الإنجليزية)
- سيرجي شاكوروف على موقع ديسكوغز (الإنجليزية)
- سيرجي شاكوروف على موقع قاعدة بيانات الفيلم (الإنجليزية)